# You
A You Janet Jackson amerikai pop- és R&B-énekesnő ötödik kislemeze hatodik, The Velvet Rope című stúdióalbumáról.

## Fogadtatása
A dal az Egyesült Királyságban megjelent kislemezen, de nem kerülhetett fel a slágerlistákra. Japánban is megjelent. Dél-Afrikában nem adták ki kislemezen, de importeladások alapján felkerült a slágerlistára.
A dalról azt beszélték, hogy Janet a bátyjáról, Michael Jacksonról írta, akivel összevesztek valamin, miután felvették Scream című duettjüket. Ezt főként a dalszöveg következő sorai alapján gondolták: Spent most your life pretending not to be/The one you are but who you choose to see/Learned to survive in your fictitious world/Does what they think of you determine your worth? („Életed nagy részét azzal töltötted, hogy ne annak látszódj/ami vagy, hanem akinek látszani akarsz/Megtanultál a kitalált világodban élni/Az, amit gondolnak rólad, dönti el, mennyit érsz?”) Janet azonban egy MTV-interjúban cáfolta ezt, és kijelentette, hogy saját magáról írta a dalt.

## Videóklip
A klipet David Mallet rendezte, és koncertfelvétel a Velvet Rope turnéról.
Remixek nem készültek a dalhoz, de létezik egy rövidebb változat. A kislemezre Japánban felkerült az Accept Me című bónuszdal, ami később az Every Time kislemezre is.

## Változatok
CD kislemez (Európa; promó)
1. You (Single Edit) – 3:56
2. You (Album Version) – 4:42

CD kislemez (Japán)
1. You (Album Version) – 4:48
2. Every Time (Jam & Lewis Disco Mix) – 4:16
3. Accept Me – 4:07

## Helyezések
| Slágerlista (1998)        | Legmagasabb helyezés |
| ------------------------- | -------------------- |
| Dél-afrikai eladási lista | 40                   |
| Japán kislemezlista       | 30                   |